# Как создать идеал
«Как создать идеал» — американская кинокомедия 1987 года, созданная в стиле научной фантастики. Режиссёром фильма является Сьюзан Сайделмэн, а главные роли исполнили Джон Малкович и Энн Магнусон.

## Сюжет
Учёный Джефф Петерс (Джон Малкович) является закомплексованным интеллектуалом, который не может выдерживать общество других людей только потому, что считает их ниже в умственном развитии. Его мечта — исследование открытого космоса, которое является проблемой для человека из-за того, что придётся на очень долгое время оставаться одному. Он разрабатывает андроида Улисса (который выглядит абсолютно так же, как он) с целью полёта в космос, так как Улисс не сможет ощущать свою изолированность от всего остального мира.
Главная героиня фильма, Фрэнки Стоун, была нанята для разработок связей с общественностью в рамках данного научного проекта. В список её обязанностей входят и встречи с андроидом, чтобы показать для соответствующих лиц в Конгрессе, что этот проект безопасен, и его нужно развивать. Однако, когда они начинают общаться, у Улисса развиваются эмоции, и он становится более коммуникабельным, чем Джефф Петерс. Однажды он решил притвориться Джеффом, чтобы покинуть лабораторию, и уехал оттуда на машине Фрэнки. В результате он покупает в торговом центре смокинг и назначает свидание мисс Стоун, которая думает, что он — Джефф, успокаивает её после серьёзного стресса. Она теряет его голову (в прямом смысле) у своей лучшей подруги Триш, которая живёт у Фрэнки после того, как у неё ушёл муж.
У Фрэнки начинают появляться чувства к андроиду, и ещё она подружилась с Джеффри, но дальше дружбы у них не шло. Мать Фрэнки, увидев Улисса, предполагает, что он — её парень, и ожидает, что Фрэнки привезёт его на свадьбу своей сестры в Майами-Бич. Фрэнки убеждает Джеффа прикинуться Улиссом, но андроид снова скрывается из лаборатории и приезжает на свадьбу. Комическая ситуация происходит с Триш, которая принимает Джеффа за Уллиса. Когда у андроида случается короткое замыкание, и он падает в бассейн, что вызывает негативную реакцию общества и Конгресса. В итоге Фрэнки Стоун увольняют и запрещают какие-либо контакты с Уллисом и вообще принимать какое-либо участие в проекте. Она пытается сказать кое-что ему на прощание, используя кое-какие связи с другом и прежним клиентом, кандидатом в Конгресс, но единственное, чего ей удалось добиться — это попасть на его прощальную речь перед полётом, в которой он сожалеет о том, что человечество пытается понимать других людей и ощущать свои эмоции.
В конечном счёте становится ясно, что заключительное слово Улисса было написано Джеффом, который понял, что он не способен уживаться с другими людьми и ощущать их характеры и эмоции. Из-за своих недостатков в общении с людьми Джефф понял, что нехватка человеческого общения не помешает ему нормально заниматься освоением космоса. Он решил лететь в космос, в то время как андроид заменит его на Земле. Благодаря этому Фрэнки и Улисс (которые по-настоящему полюбили друг друга) могут быть вместе.

## В ролях
- Джон Малкович — Джефф Петерс / Улисс
- Энн Магнусон — Фрэнки Стоун
- Гленн Хидли — Триш
- Полли Берген — Эстелл Стоун
- Кристиан Клименсон — Брюс
- Харт Бокнер — Дон
- Сьюзан Энтон — камео